# Limomyza archiptera
Limomyza archiptera är en tvåvingeart som beskrevs av Marshall 1997. Limomyza archiptera ingår i släktet Limomyza och familjen hoppflugor. Inga underarter finns listade i Catalogue of Life.